# Havelschanze
Die Havelschanze ist eine Straße im Berliner Ortsteil Hakenfelde des Bezirks Spandau.

## Lage
Die Havelschanze führt von der Neuendorfer/Streitstraße ostwärts als Stichstraße zum Spandauer See, wo sie als Sackgasse mit Wendehammer an der Havel endet. Lediglich die beiden Fußgängerstraßen Am Boothaus und Zum alten Strandbad führen weiter bis an den unmittelbaren Uferbereich heran.

## Name
Ihren Namen führt die Havelschanze seit dem 29. Januar 1958. Er leitet sich von einer der neun Schanzen ab, die als Bestandteil der Festung Spandau im Norden die Stadt und Zitadelle Spandau umgaben. Die Havelschanze war die neunte und östlichste Bastion der Anlage.
Am östlichen Ende der Straße sind noch Reste einer Straße zu erkennen, die bis an die südlich gelegene Schäferstraße heranreicht und ehemals den Namen Schanzenstraße führte.
Die Havel als Namensgeberin für Straßennamen in Spandau („Havelstadt“, „Hauptstadt des Havellandes“) ist vielfach belegt: Havelchaussee, Havelmatensteig, Havelstraße, sowie Am Havelgarten, Am Havelufer, An der Havelspitze oder inzwischen historische Bezeichnungen wie An der Havel und Havelberg.

## Geschichte

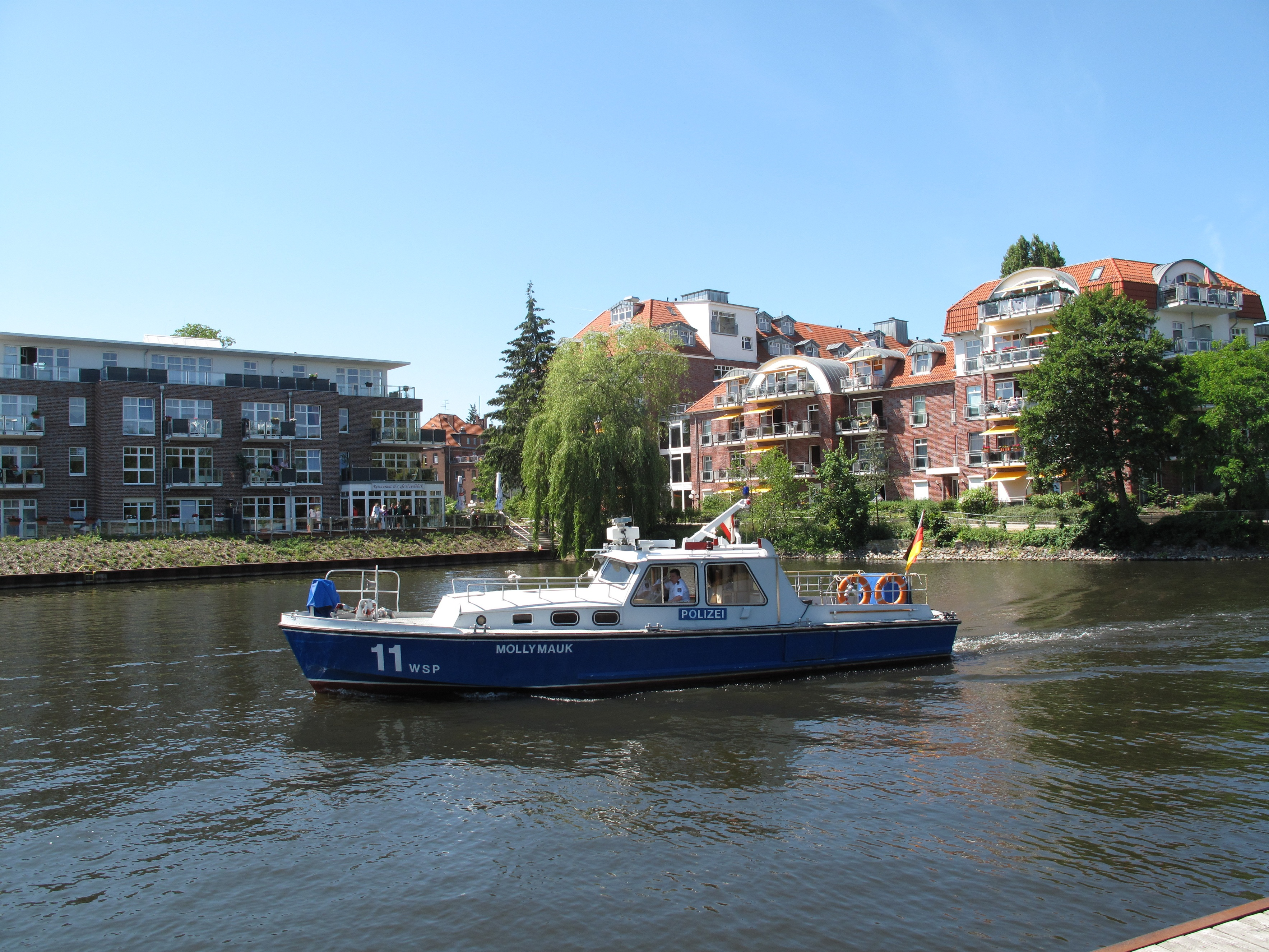
Blick über den Nordhafen Spandau auf das Haus Havelblick (rechts)

Zwischen 1909 und 1958 führte die Havelschanze die Bezeichnung Askanierring. Die Straße gleichen Namens führt heute noch als Verlängerung von der Neuendorfer-/Streitstraße bis an die Straße Flankenschanze heran. Nach 1958 war das heute Havelschanze genannte Teilstück des Askanierrings durch ein Kasernengelände abgetrennt worden. Seit dem Jahr 2007 besteht nun wieder die direkte Anbindung beider Straßen.
Die Havelschanze verläuft auf der Südseite des Spandauer Nordhafens, der 1912 angelegt wurde, inzwischen jedoch schon lange seine Funktion eingebüßt hat. Bis 2008 noch kündeten zwar das Namensschild „Bootswerft Nordhafen“ sowie zahlreiche Schiffsanlegeplätze von der ursprünglichen Aufgabe, doch waren der Abbruch und die Umgestaltung unvermeidlich: der groß angelegte Komplex des sich stets erweiternden Senioren- und Therapiezentrums Haus Havelblick mit mehr als 600 Wohn-, Heim- und Pflegeplätzen prägt schon seit 2001 das Bild der Straße.

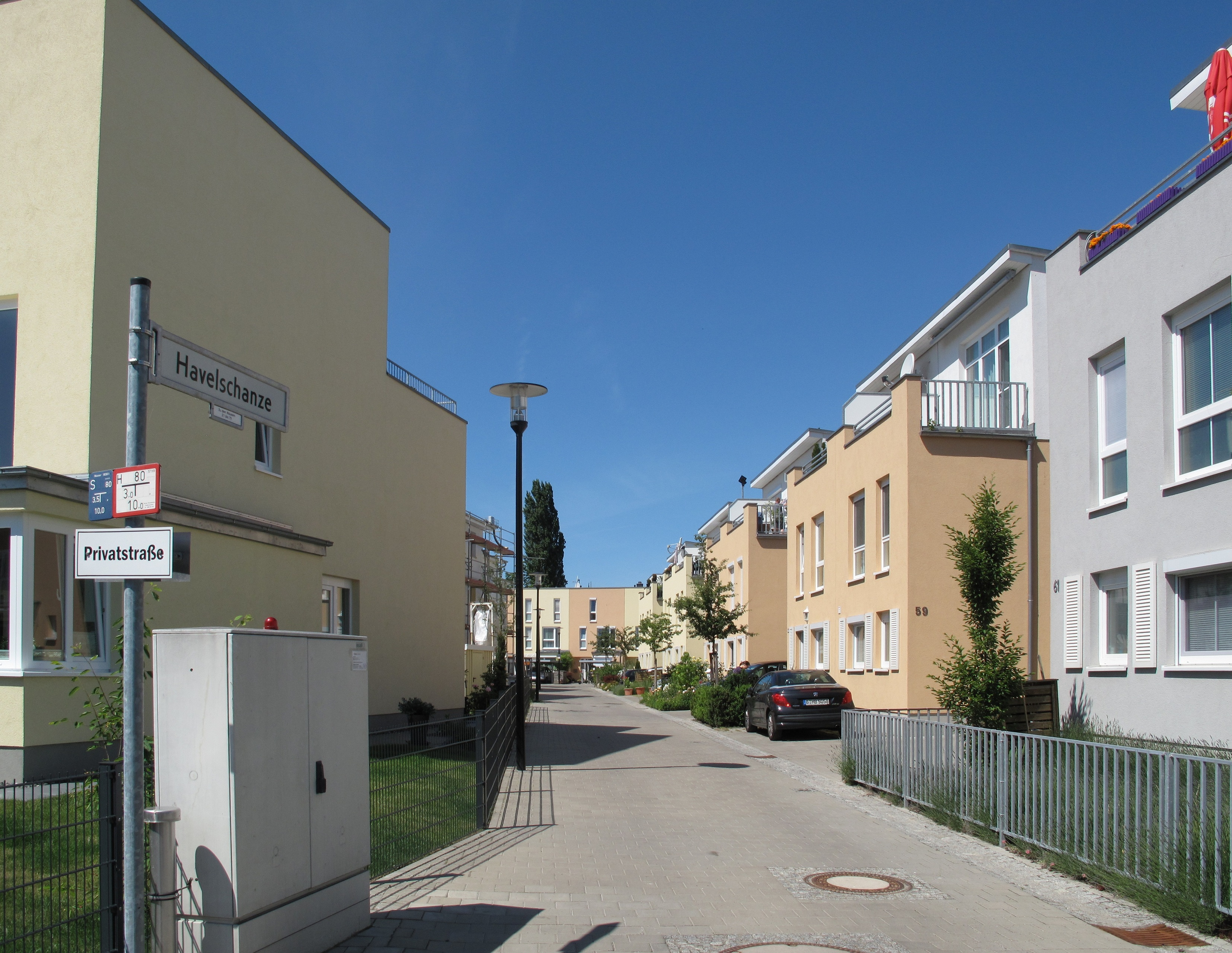
Reihenhaussiedlung an der Havelschanze

In seiner Fortsetzung ist in den Jahren 2007 und 2008 eine kleine Reihenhaussiedlung entstanden, die ihren Blick über den Nordhafen auf den 2006 angelegten Maselakepark richtet. Zwischen den Reihenhäusern und dem Haus Havelblick wurden 2011 zum Seniorenzentrum zugehörige komfortable Stadthäuser (Betreutes Wohnen, Wohngruppe für Demenzkranke) fertiggestellt.
Auf der anderen Straßenseite der Havelschanze blickt man seit über 100 Jahren in beschauliche Kleingärten mit gemütlich wirkenden Lauben der Kolonie ‚Kleckersdorf 1898‘, die unmittelbar an das Gelände des auch schon über hundert Jahre alten evangelischen Kinderheims Sonnenhof Kaiser Wilhelms II. (Heim für Kinder und Jugendliche mit fetalem Alkoholsyndrom) angrenzt.
Die Havelschanze ist heute Teilstück des Havelradwegs und der Königin-Luisen-Route.